# Andrew Rabutla
Andrew Rabutla (21 novembre 1971) è un ex calciatore sudafricano, di ruolo difensore.

## Carriera

### Club
Ha giocato nel campionato sudafricano e greco.

### Nazionale
In Nazionale ha esordito nel 1997 e poi ha partecipato alla Coppa d'Africa 1998, giungendo al secondo posto.